# Can
Can – niemiecka awangardowa grupa rockowa, zaliczana do nurtu zwanego krautrockiem. Can wraz z Faust, Popol Vuh, Amon Duul i Ash Ra Tempel tworzyła czołówkę niemieckiego, a zarazem i światowego, eksperymentalnego rocka lat siedemdziesiątych. Muzyka grupy, bardzo bogata i niezwykle trudna do zdefiniowania czerpała wpływy z muzyki elektronicznej, współczesnej, jazzu, latynoskiej i afrykańskiej muzyki etnicznej. Grupa pozostała aktywna do końca lat dziewięćdziesiątych XX wieku.

## Skład
- Irmin Schmidt  – instrumenty klawiszowe, śpiew
- Rebop Kwaku Baah(inne języki)  – perkusja
- Holger Czukay – gitara basowa, śpiew
- Rosko Gee(inne języki) – gitara basowa
- Michael Karoli  – gitara, skrzypce
- Malcolm Mooney(inne języki)  – śpiew
- Damo Suzuki  – gitara, śpiew
- Jaki Liebezeit – perkusja

## Dyskografia
- 1969 Monster Movie(inne języki)
- 1970 Soundtracks
- 1971 Tago Mago
- 1972 Ege Bamyasi
- 1973 Future Days
- 1974 Soon Over Babaluma
- 1975 Landed
- 1976 Flow Motion
- 1977 Saw Delight
- 1978 Out of Reach
- 1979 Can
- 1981 Delay 1968
- 1989 Rite Time
- 1997 Radio Waves
- 2003 Can & Out of